# میکی گال
میکی گال (انگلیسی: Mickey Gall؛ زادهٔ ۲۲ ژانویهٔ ۱۹۹۲) ورزشکار هنرهای رزمی ترکیبی اهل ایالات متحده آمریکا است. وی از سال ۲۰۱۵ میلادی تاکنون مشغول فعالیت بوده‌است.